# Yūma Obata
Yūma Obata (jap. 小畑 裕馬, Obata Yūma; * 7. November 2001 in der Präfektur Miyagi) ist ein japanischer Fußballspieler.

## Karriere
Yūma Obata erlernte das Fußballspielen in der Jugendmannschaft von Vegalta Sendai. Hier unterschrieb er im Februar 2020 auch seinen ersten Vertrag. Der Verein aus Sendai, einer Stadt in der Präfektur Miyagi, spielte in der höchsten japanischen Liga, der J1 League. 2020 absolvierte der Torwart sieben Erstligaspiele. 2021 kam er in der ersten Liga nicht zum Einsatz.  Am Saisonende 2021 belegte er mit Sendai den neunzehnten Tabellenplatz und musste in zweite Liga absteigen. Nach insgesamt 33 Ligaspielen wechselte er im Januar 2025 zum Erstligisten Avispa Fukuoka.